# Roivainenia jacquinotii
Roivainenia jacquinotii är en bladmossart som först beskrevs av Mont., och fick sitt nu gällande namn av Riclef Grolle. Roivainenia jacquinotii ingår i släktet Roivainenia och familjen Jamesoniellaceae. Inga underarter finns listade i Catalogue of Life.